# The Second Grace
I The Second Grace sono stati un gruppo musicale siciliano nato nel 2005 a Palermo. Nel 2007 hanno pubblicato un omonimo album e ricevuto il premio come Miglior Rivelazione Indie-Pop dal MEI, accompagnati da vari tournée nazionali e internazionali. Dal 2009 il progetto è conosciuto come Fabrizio Cammarata & The Second Grace per poi successivamente sciolgliersi. Fabrizio Cammarata ha proseguito per una carriera solista.

## La storia
Nascono nel 2005 su iniziativa del cantautore Fabrizio Cammarata. Il quartetto originale comprende Fabio Rizzo (chitarra slide), John Riggio (basso) e Fabio Finocchio (batteria e percussioni). Il nome del gruppo viene dal primo verso di una canzone del cantautore inglese Nick Drake, Fly, che recita "Please, give me a second grace...". Dopo qualche mese dal singolare "battesimo" operato dal cantautore statunitense Devendra Banhart, che durante un concerto a Palermo invita Cammarata ad eseguire un brano del gruppo che aveva appena ascoltato su un demo, il quartetto palermitano entra in studio per la registrazione dell'album d'esordio.
Durante le sessioni di registrazione, ad album non ancora ultimato, vengono contattati da pubblicitari che chiedono di poter fare una sincronizzazione con uno spot televisivo di pasta, dopo aver ascoltato il brano Antananarive su Myspace. La pubblicità, andata in onda nella primavera del 2007, dà subito al gruppo una notorietà inaspettata.
Il disco d'esordio, omonimo e prodotto musicalmente dal gruppo, esce per Edel Italia il 25 maggio 2007, anticipato dal singolo  Antananarive, il cui video, girato con la tecnica del cameracar dal regista catalano Sergi Capellas in una Palermo suggestiva e colorata, entra in rotazione giornaliera su MTV e su Radio1 e Radio Capital.
Nei mesi successivi eseguono performance dal vivo in varie trasmissioni televisive, come Festivalbar, MTV Total Request Live, MTV Your Noise, Stella di Maurizio Costanzo, e in emittenti come Radio Popolare.
Durante l'estate del 2007 vengono invitati dalla rivista InSound a partecipare all'Italia Wave Love Festival come ospiti. Nel periodo che va da luglio a settembre dello stesso anno fanno da gruppo di supporto alle tournée estive di Carmen Consoli e del trio Max Gazzè, Paola Turci e Marina Rei. In autunno aprono i concerti degli americani Iron & Wine, degli australiani Devastations e dei newyorkesi Dufus e dei Gang of Four.
Nel novembre del 2007 ricevono il premio come Miglior Rivelazione Indie-Pop (Meeting delle Etichette Indipendenti).
Nel dicembre 2007 partono per la loro prima tournée all'estero, suonando in Germania, Francia e Paesi Bassi. A marzo 2008 vengono invitati negli USA a prendere parte al prestigioso nel 2008 South by Southwest Festival di Austin, Texas. La data di Austin è inserita in un più ampio tour di una dozzina di città negli Stati Uniti, tra cui Washington, Memphis, New Orleans, Bath e New York, dove i The Second Grace suonano in club storici come la Rockwood Music Hall e il Sidewalk Café. Il gruppo fa anche un'apparizione live sulla rete televisiva NBC dagli studi di Portland, ME. 
Nel 2009 il nome della band cambia in "Fabrizio Cammarata & The Second Grace", con un flessibile gruppo di musicisti che accompagna Cammarata. Pubblicano l'album Rooms con il noto produttore statunitense JD Foster.. Nel 2010 partecipano nuovamente al South by Southwest, poi al Liverpool Sound City ed al Evento MaMA di Parigi 
Nel 2014 Cammarata pubblica con il chitarrista italiano di stanza a Londra Paolo Fuschi un lavoro a due Skint and Golden
 e viene invitato al Festival au désert nel Mali.
Nel 2017 pubblica un libro dedicato a Chavela Vargas, Un mondo raro. Vita e incanto di Chavela Vargas (La Nave di Teseo) assieme al cantautore Antonio Di Martino, risultato di un lungo viaggio fatto dai due in sudamerica e un album Un mondo raro dove reinterpretano dieci brani dell'artista e che è stato selezionato dal Premio Tenco tra i migliori 5 album nella categoria interpreti. Sempre nel 2017 pubblica un nuovo lavoro, prodotto da Dani Castelar, questa volta da solista e intitolato In Shadows con relativo libro e spettacolo teatrale 
A due di distanza realizza un nuovo lavoro, Lights sempre prodotto da Castelar e dove i suoni sono più orientati verso sonorità pop.

## Formazione
- Fabrizio Cammarata-  voce, chitarra acustica, banjo, percussioni
- Fabio Rizzo - chitarre slide, synth, pianoforte
- John Riggio - basso, percussioni
- Fabio Finocchio - batteria, percussioni

## Discografia The Second Grace

### Album in studio
- 2007 - The Second Grace (Edel)

### Ep
- 2014 - Misery EP

### Singoli
- 2007 - Antananarive
- 2008 - Like A Juliet

## Fabrizio Cammarata
- 2011 - Rooms con The Second Grace
- 2014 - Skint and Golden con Paolo Fuschi
- 2017 - Un mondo raro con DiMartino
- 2017 - In Shadows
- 2019 - Lights